# ديل ألستون
ديل ألستون (بالإنجليزية: Dell Alston)‏ هو لاعب كرة قاعدة أمريكي، ولد في 22 سبتمبر 1952 في فالهالا في الولايات المتحدة.

## وصلات خارجية
- ديل ألستون على موقعبيزبول رفرنس.كوم (الدوري الرئيسي) (الإنجليزية)
- ديل ألستون على موقعبيزبول رفرنس.كوم (الدوري الثانوي) (الإنجليزية)